# Dacia Arcaraz
Dacia del Pilar Arcaraz González (Ciudad de México, 8 de marzo de 1966) es una actriz mexicana. Hija de la actriz Dacia González.

## Carrera
Dacia del Pilar Arcaraz González comenzó su carrera como actriz en la película El niño y la estrella (1976), posteriormente apareció en las películas El Noa-Noa (1980), Ruleta mortal (1990), Por un puñado de tierra (2002), entre otras. Sus primeras participaciones en telenovelas fueron en La pícara soñadora y Vida robada, posteriormente actuó en telenovelas como Caminos cruzados, Pobre niña rica, Cañaveral de pasiones, La antorcha encendida, Mi querida Isabel, Desencuentro, El niño que vino del mar, Abrázame muy fuerte, María Belén, Bajo la misma piel, Amarte es mi pecado, Yo amo a Juan Querendón, Mañana es para siempre, Mi pecado, Una familia con suerte y Un refugio para el amor.

## Filmografía

### Telenovelas
- Por siempre mi amor (2013-2014) .... Ágatha Osnaya
- Un refugio para el amor (2012) .... Flor Valenzuela
- Una familia con suerte (2011-2012) .... Ofelia Ávalos
- Mi pecado (2009) .... Irene Valenzuela
- Mañana es para siempre (2008-2009) .... Margarita Campillo
- Yo amo a Juan Querendón (2007-2008) .... Yadira del Pilar Cachón de la Cueva
- Amarte es mi pecado (2004) .... Diana Alcázar
- Bajo la misma piel (2003-2004) .... Erika Godínez
- María Belén (2001) .... Malena Cataño
- Abrázame muy fuerte (2000-2001) .... Gema
- El niño que vino del mar (1999) .... Remedios
- Desencuentro (1997-1998) .... Lolita
- Mi querida Isabel (1996-1997) .... Julia
- Cañaveral de pasiones (1996) .... Rosario "Chayo"
- La antorcha encendida (1996) .... María Antonieta Morelos
- Pobre niña rica (1995-1996) .... Norma
- Caminos cruzados (1994-1995) .... Marilú
- Entre la vida y la muerte (1993) .... Arlette
- Vida robada (1991-1992) .... Leonor Carvajal
- La pícara soñadora (1991) .... Susana
- Cadenas de amargura (1991) .... Monja

### Películas
- Como quien pierde una estrella (2005)
- Por un puñado de tierra (2002)
- Loco corazón (1998)
- Raíces de odio (1997)
- Campeón (1997)
- Condena para un inocente (1995)
- Sin retorno (1995)
- Los ángeles de la muerte (1995)
- Horas violentas (1992) .... Clarisa
- Dos fuerzas (1992)
- Pánico (1991)
- Secta satánica: El enviado del Sr. (1990)
- Triste juventud (1990)
- Comando de federales (1990) .... Griega
- Ruleta mortal (1990) .... Romina
- Dinastía sangrienta (1988)
- El niño y la estrella (1976)

### Series de televisión
- Como dice el dicho .... Varios personajes (Varios episodios, 2011-2013)
- La rosa de Guadalupe .... Varios personajes (Varios episodios, 2009-2013)
- La jaula .... Apolonia (1 episodio: Los Big Tacos, 2004)
- Derbez en Cuando (Varios episodios, 1998-1999)
- Mujer, casos de la vida real (2 episodios, 1994-2003)     "Custodia (2002) - Leticia"
- ¡Ah qué Kiko! .... La Nena (Varios episodios, 1988)

- Datos: Q5797296